# Cyrtopogon grunini
Cyrtopogon grunini är en tvåvingeart som beskrevs av Pavel Lehr 1998. Cyrtopogon grunini ingår i släktet Cyrtopogon och familjen rovflugor. Inga underarter finns listade i Catalogue of Life.